# Gregorio Pérez
Gregorio Elso Pérez Perdigón (Maldonado, 16 gennaio 1948) è un allenatore di calcio ed ex calciatore uruguaiano.

## Carriera

### Giocatore
Da calciatore giocò in patria con Defensor Sporting, Wanderers, Cerro e nel campionato ecuadoregno con l'Universidad Catolica di Quito.

### Allenatore
Da allenatore iniziò nel 1981 con il Progreso  trasferendosi l'anno successivo al Club Atlético Basáñez sempre in Uruguay.
Nel 1983 e 1984 è al Defensor Sporting mentre gli anni a seguire lo vedono cambiare ogni stagione destinazione. Siede infatti sulle panchine di Nacional, Rampla Juniors, Central Espanol e Montevideo Wanderers.
Nel 1988 allena la selezione Under 20 del suo paese e fino al mondiale di Italia 90 sarà assistente di Óscar Tabárez nella nazionale maggiore uruguagia.
Nella stagione 1991-1992 allena dunque in Argentina il Gimnasia La Plata.
Torna in Patria nel 1993 e fino al 1995 allenerà il Penarol con cui centrerà in tutte e tre le stagioni il titolo di campione dell'Uruguay (nella prima stagione vincerà il titolo Clausura e nelle altre due il titolo di apertura prima di vincere la finale).
Nel 1996 è all'Independiente a cui sempre nel 1996 seguirà in Italia il Cagliari.
Pérez verrà esonerato dalla squadra sarda dopo appena 6 giornate con il Cagliari in terz'ultima posizione e appena quattro punti.
Nel 1997 e nel 1998 è ancora al Penarol con cui nella prima stagione conquisterà un altro titolo (vincerà la classifica aggregata).
Nel 1999 e nel 2000 torna di nuovo in Argentina con il Gimnasia la Plata. Nel 2002 è ancora al Penarol e nel 2003 al Danubio senza però vincere alcun titolo.
Negli anni 2004 e nel 2005 è ancora in Argentina con l'Olimpo de Bahía Blanca e sempre nel 2005 approda nuovamente sulla panchina dell'Argentinos Juniors.
Nella stagione 2006-2007 è ancora una volta al Penarol con cui però non riuscirà ad ottenere risultati vista la nuova formula all'europea (tra i due anni solari) del campionato.
Nel 2009 subentra alla guida del Club Olimpia alla quinta giornata, si dimetterà tuttavia poco tempo dopo per divergenze con la dirigenza.
Nell'aprile del 2010 subentra alla guida dei paraguayani del Club Libertad con cui concluderà il campionato di apertura e da cui verrà riconfermato vincendo il Clausura 2010.
L'8 settembre 2011 sostituisce Diego Aguirre sulla panchina del Penarol.
Il 12 luglio 2012 viene presentato ufficialmente come nuovo allenatore del Club Olimpia ritornando così nella squadra di Asunción dopo 3 anni per sostituire Gerardo Pelusso perché quest'ultimo ha firmato un contratto per allenare la Nazionale paraguaiana.

## Palmarès

### Allenatore

#### Club

##### Competizioni nazionali
- Campionato uruguaiano: 4

Peñarol: 1993, 1994, 1995, 1997
- Campionato paraguaiano: 1

Libertad: Clausura 2010